# Федущак Інна Вікторівна
І́нна Ві́кторівна Федуща́к (7 серпня 1937, Київ — 22 лютого 2008, Львів) — українська краєзнавиця, громадська активістка. Голова Львівського товариства «Пошук».

## Біографія
Народилася 7 серпня 1937 року у Києві. Батько — український історик Віктор Юркевич.
Працювала вчителькою математики. Як керівниця юнацького пошукового клубу «Факел» від 1970 року займалася дослідженням безвісних доль і поховань жертв Другої світової війни, створила два шкільні музеї. Від 1994 року — пенсіонерка.
1989 року вступила до Міжнародного товариства «Меморіал» і очолила у Львівському «Меморіалі» пошуковий відділ, який 1996 року зареєстровано як доброчинне регіональне товариство «Пошук». Встановила сотні прізвищ загиблих українців, поляків, євреїв, що стали жертвами сталінського режиму в 1940—1945 роках.
2005 року нагороджена Хрестом Ордена «За заслуги перед Польщею» «за визначний внесок в розкриття і документування правди про політичні репресії відносно польського народу».

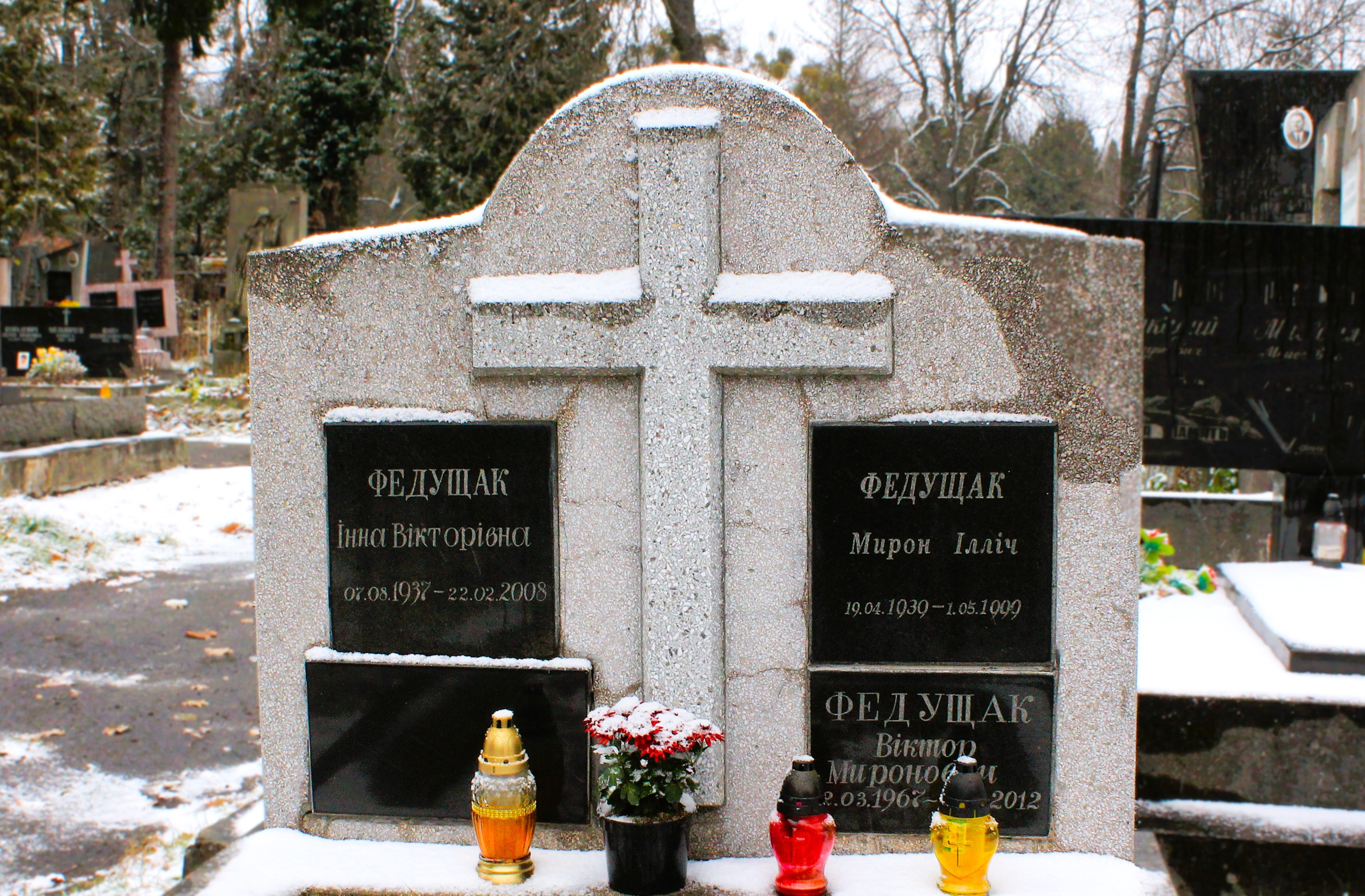
Нагробок на могилі Інни Федущак.

Померла після довгої хвороби. Похована 25 лютого 2008 року на 9 полі Янівського цвинтаря.
Видала книги «Абезь і Адак — дорога у вічність» та «Західноукраїнська трагедія 1941». Є авторкою багатьох статей у наукових та краєзнавчих журналах та збірках.